# Richard Coles
Pour les articles homonymes, voir Coles (homonymie) et Richard Cole (homonymie).
Richard Coles est un musicien et animateur de radio britannique, également prêtre anglican, né le 26 mars 1962 à Northampton. Durant les années 1980, il fait partie du groupe pop The Communards fondé par le chanteur Jimmy Somerville. Il abandonne la musique pour faire carrière dans les médias. Depuis 2011, il anime l'émission Saturday Live (en) diffusée par la radio publique BBC Radio 4. Coles est ordonné prêtre en 2005. Il est vicaire de la paroisse de Finedon dans le Northamptonshire.

## Biographie

### Jeunesse et formation
Richard Coles naît dans le comté du Northamptonshire. Il passe son enfance à Kettering, puis à Wellingborough. Il découvre la musique classique et la poésie durant sa scolarité, apprend le piano et le violon et chante dans le chœur de son école. Il prend conscience de son homosexualité au cours de son adolescence. À l'âge de 16 ans, il en informe ses parents. Pendant deux ans, Coles prend des cours d'art dramatique dans un collège d'enseignement post-scolaire (South Warwickshire College of Further Education) de Stratford-upon-Avon. Il est renversé par un automobiliste alors qu'il circule à vélo et est gravement blessé. Il est indemnisé à la suite de l'accident et utilise une partie de la somme pour s'acheter un saxophone soprano. Coles s'installe à Londres dans l'espoir de devenir musicien de studio,.

### Carrière musicale
Coles accompagne Bronski Beat en tournée, puis forme The Communards avec l'ancien chanteur du groupe, Jimmy Somerville. Le groupe place plusieurs singles dans le Top 40, notamment Don't Leave Me This Way. Leur reprise de Harold Melvin and the Blue Notes, qui atteint la première place du UK Singles Chart, est le single le plus vendu au Royaume-Uni durant l'année 1986. Coles abandonne le monde de la musique en 1988, alors que Somerville continue sa carrière en solo.

### Carrière dans les médias
Après la séparation des Communards, Richard Coles devient animateur de radio. Il présente notamment l'émission Night Waves (en) sur la station BBC Radio 3 et écrit pour différents journaux et magazines britanniques. En 2011, il succède à Fi Glover (en) au micro de l'émission Saturday Live (en) diffusée par la radio publique BBC Radio 4.
En 2017 il fait partie du casting des célébrités participants à la 15e saison de Strictly Come Dancing. Il est associé à la danseuse professionnelle Dianne Buswell. Il est éliminé en semaine 3[réf. souhaitée].
Du 7 au 11 novembre 2022, il a animé le jeu télévisé Countdown (Version britannique du jeu télévisé Des chiffres et des lettres) sur la chaine britannique Channel 4 dans le cadre des célébrations du 40e anniversaire du jeu télévisé[réf. souhaitée].

### Prêtrise
Richard Coles déclare qu'il a longtemps considéré la religion comme une absurdité (« I'd always thought religion was all wicked nonsense »). Après la séparation des Communards, plusieurs de ses amis meurent du Sida, et il réalise que l'Église lui apporte du réconfort. En 1990, il intègre le King's College de Londres afin d'étudier la théologie. Il est ordonné prêtre en 2005 et devient vicaire de l'église St Botolph's de Boston dans le Lincolnshire, puis de l'église St Paul de Knightsbridge. Il est également chapelain de la Royal Academy of Music. Depuis 2011, Coles est le vicaire de la paroisse civile de Finedon dans le Northamptonshire,.

### Auteur
Richard Coles est l'auteur de plusieurs ouvrages. En 2012, il publie Lives of the Improbable Saints, un livre consacré de 200 saints parmi les moins connus. Son autobiographie, Fathomless Riches: Or How I Went From Pop to Pulpit, paraît en 2014.

## Vie privée
Il vit ouvertement son homosexualité. Afin de respecter la position de l'Église anglicane, Coles et son partenaire vivent une relation platonique.

## Ouvrages
- (en) Richard Coles (ill. Ted Harrison), Lives of the Improbable Saints, Darton, Longman and Todd, 2012, 192 p. (ISBN 978-0-232-52955-5)
- (en) Richard Coles, Fathomless Riches : Or How I Went From Pop to Pulpit, Hachette UK, 2014, 288 p. (ISBN 978-0-297-87031-9, lire en ligne)